# Ió pesant
Un ió pesant és un àtom ionitzat que sol ser més pesant que l'heli. La física d'ions pesants es dedica a estudiar matèria nuclear extremament calenta i els efectes col·lectius que apareixen en tals sistemes, a diferència de la física de partícules, que estudia les interaccions entre partícules elementals. Juntes, aquestes dues disciplines reben el nom de física d'altes energies. En física nuclear, els nuclis utilitzats com partícules de raig solen estar completament ionitzats. Els nuclis poden ser llançats contra una diana fixa o separar-se en dos rajos que es moguin en direccions oposades que es fan col·lidir en un punt ben determinat.
Els nuclis d'ions pesants utilitzats més sovint als experiments de física nuclear inclouen el carboni, el silici, el coure, el tungstè, l'or, el plom i l'urani, tot i que en els experiments que intenten crear elements transurànics, es pot fer servir gairebé qualsevol ió com projectil, segons els requisits experimentals específics i la probabilitat que es produeixin les interaccions desitjades.